# تشو مين (سياسي)
تشو مين هو اقتصادي وسياسي صيني، ولد في 1952 في شانغهاي في الصين.